# Fouesnant

Fouesnant este o comună în departamentul Finistère, Franța. În 1 ianuarie 2022 avea o populație de 10.204 de locuitori.